# Miguel Montero (Musiker)
Miguel Ángel Montero, Pseudonym Alberto Luna (* 9. Juli 1922 in San Miguel de Tucumán; † 29. August 1975) war ein argentinischer Tangosänger.

## Leben
Montero trat in seiner frühen Zeit mit den Orchestern Eliseo Minottis und Miguel Brunettis auf. 1938 debütierte er auf der Gitarre begleitet von den Brüdern Legarreta und José Di Napoli unter dem Pseudonym Alberto Luna bei Radio Del Pueblo. 1940 sang er im Saavedra Club mit Gitarrenbegleitung von Carlos Roldán den Tango Carnaval de mi barrio und den Walzer La ofrenda del trovero. Anfang der 1940er Jahre wurde er Sänger im Orchester Pedro Maffias. Nach einer Tour in die USA engagierte ihn 1943 Juan Carlos Cobián.
Nachdem er seine Laufbahn als Sänger für mehrere Jahre unterbrochen hatte, arbeitete er ab 1949 mit Juan Carlos Howard zusammen, der ihn als Nachfolger von Carlos Galarce in Francisco Lomutos Orchester einführte. Mit Alberto Rivera, dem anderen Sänger des Orchesters, debütierte er bei Radio Belgrano und nahm beim Label Victor Lomutos Tango Muñequita (nach einem Text von Adolfo Herschel) auf. Nach dem Tod Lomutos 1950 schloss er sich zunächst Roberto Dima und später Carlos Demaría an. 1953 trat er als Sänger Mario Demarcos bei Radio Splendid auf. 1954 debütierte er mit dem Orchester Osvaldo Puglieses im Club Huracán. Mit diesem entstanden bis Ende 1958 sechzehn Aufnahmen als Solist und vier im Duo mit Jorge Maciel, darunter A la luz del candil, Dicha pasada und als größter Erfolg seiner Laufbahn und posthum mit einer Goldenen Schallplatte ausgezeichnet Eduardo Marvezzis Tango Antiguo reloj de cobre.
Darauf debütierte er als Solist bei Radio Splendid mit einem eigenen Orchester, das zunächst von José Libertella geleitet wurde. Dessen Nachfolger waren im Laufe der Jahre Eduardo Cortti, Aquiles Roggero, Oscar Castagniaro, Armando Cupo, Juan José Paz und Ángel Domínguez. Daneben nahm er je zwei Titel mit Mariano Mores (1961 und 1969) und Miguel Caló (1966) auf. 1971 entstand eine LP mit Gitarrenbegleitung, 1973 die LP Los cosos de Buenos Aires mit dem Orchester Horacio Salgáns. Bei Odeon nahm er  1974 ein Album mit dem Orchester Pascual Mamones auf.
Zudem unternahm Montero in den 1960er und 1970er Jahren mehrere Tourneen durch Argentinien und durch das Ausland: 1963 durch Zentralamerika, 1966 durch Venezuela, 1968 durch Chile und 1971 durch die USA. Als Komponist trat er mit einigen Tangos und einer Milonga hervor. Am 29. August 1975 starb er einen Tag nach der Rückkehr von einer Reise nach Tucumán und einen Tag vor einem geplanten Auftritt unerwartet an einem Herzinfarkt.